# Jimmy Bower

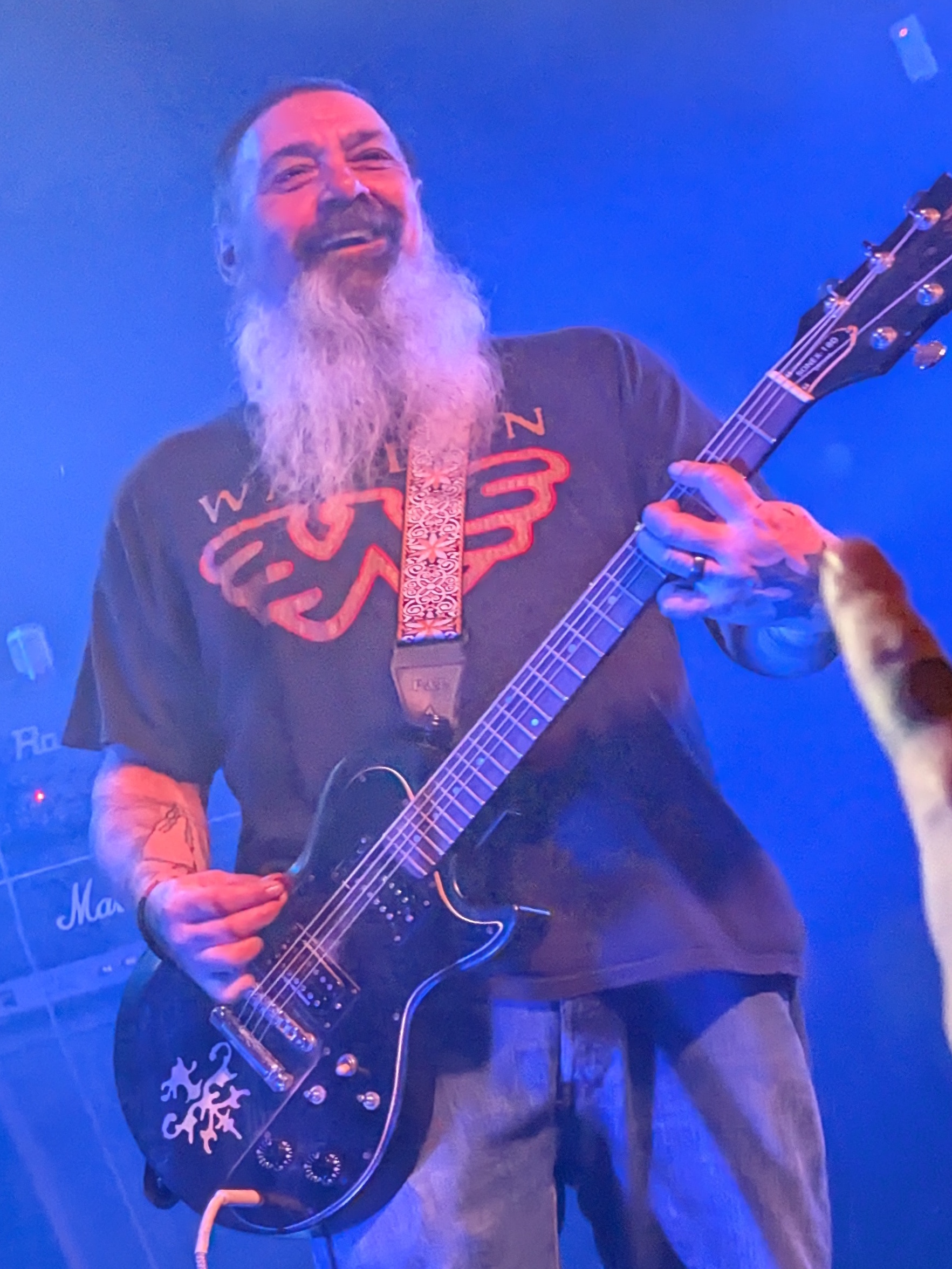
Bower 2024 mit EyeHateGod

James „Jimmy“ Bower (* 19. September 1968) ist ein US-amerikanischer Metal- und Sludge-Gitarrist, Schlagzeuger und Songwriter, der in vielen bekannten Bands aus New Orleans spielte, darunter EyeHateGod, Crowbar, Down und Superjoint Ritual. Bower wurde auch als „Godfather of Southern Metal“ bezeichnet, da er die Metal- und Hardcore-Szene von New Orleans als Gründungsmitglied dreier Gruppen mitprägte. Er war auch als Produzent tätig, etwa für My Uncle the Wolf.

## Werdegang
Jimmy Bower gründete 1988 als Gitarrist EyeHateGod mit, 1989 die Band Crowbar als deren Schlagzeuger, die er jedoch 1990 wieder verließ, um für EyeHateGod tätig zu sein. 1995 gründete er Down mit und spielte deren erstes Album NOLA am Schlagzeug mit ein. 1996 bis 1998 war er erneut für Crowbar tätig, konzentrierte sich jedoch dann zunächst wieder auf EyeHateGod. Jedoch befasste er sich auch später mit zusätzlichen Projekten. 2001 spielte er live für Corrosion of Conformity, 2002 erneut für Down sowie für Superjoint Ritual.

## Diskografie (Auswahl)
| Band                            | Veröffentlichung   | Titel                                            | Label                                                | Instrument | geschätzte Verkäufe |
| ------------------------------- | ------------------ | ------------------------------------------------ | ---------------------------------------------------- | ---------- | ------------------- |
| EyeHateGod                      | 1990               | In the Name of Suffering                         | Intellectual Convulsion/Emetic Records/Century Media | Gitarre    |                     |
| EyeHateGod                      | 22. November 1993  | Take as Needed for Pain                          | Emetic Records/Century Media                         | Gitarre    |                     |
| Down                            | 19. September 1995 | NOLA                                             | Elektra, EastWest                                    | Schlagzeug | 500,000+            |
| EyeHateGod                      | 2. April 1996      | Dopesick                                         | Emetic Records/Century Media                         | Gitarre    |                     |
| Crowbar                         | 29. Oktober 1996   | Broken Glass                                     | Pavement Music                                       | Schlagzeug |                     |
| EyeHateGod                      | 1997               | In These Black Days: Vol.1 (Split mit Anal Cunt) | Hydra Head Records                                   | Gitarre    |                     |
| Crowbar                         | 7. Juli 1998       | Odd Fellows Rest                                 | Pavement Music                                       | Schlagzeug |                     |
| EyeHateGod                      | 25. Januar 2000    | Southern Discomfort                              | Emetic Records/Century Media                         | Gitarre    |                     |
| EyeHateGod                      | 19. September 2000 | Confederacy of Ruined Lives                      | Emetic Records/Century Media                         | Gitarre    |                     |
| The Mystick Krewe of Clearlight | 2000               | The Mystick Krewe of Clearlight                  | Tee Pee Records                                      | Gitarre    |                     |
| Corrosion of Conformity         | 7. August 2001     | Live Volume                                      | Sanctuary Records                                    | Schlagzeug |                     |
| EyeGateGod                      | 29. Mai 2001       | 10 Years of Abuse (and Still Broke) (Livealbum)  | Emetic Records/Century Media                         | Gitarre    |                     |
| Down                            | 26. März 2002      | Down II: A Bustle in Your Hedgerow               | Elektra                                              | Schlagzeug |                     |
| Superjoint Ritual               | 21. Mai 2002       | Use Once and Destroy                             | Sanctuary Records                                    | Gitarre    |                     |
| Superjoint Ritual               | 22. Juli 2003      | A Lethal Dose of American Hatred                 | Sanctuary Records                                    | Gitarre    |                     |
| EyeHateGod                      | 27. Mai 2005       | Preaching the “End-Time” Message                 | Emetic Records                                       | Gitarre    |                     |
| Down                            | 25. September 2007 | Down III: Over the Under                         | Warner Music/Roadrunner                              | Schlagzeug |                     |
| Down                            | 18. September 2012 | Down IV Part I – The Purple EP                   | Housecore Records                                    | Schlagzeug |                     |
| Down                            | 13. Mai 2014       | Down IV Part II                                  | Housecore Records                                    | Schlagzeug |                     |
| EyeHateGod                      | 23. Mai 2014       | EyeHateGod                                       | Housecore Records/Century Media/Daymare Recordings   | Gitarre    |                     |

## Musikvideos und Videoalben
- 1995 Crowbar – The Only Factor (Musikvideo)
- 1995 Down – Stone the Crow (Musikvideo)
- 1996 Crowbar – Broken Glass (Musikvideo)
- 1996 Crowbar – Like Broken (VHS)
- 2001 Corrosion of Conformity – Live Volume (DVD)
- 2002 Superjoint Ritual – Live in Dallas, TX (DVD, enthält u. a. die Videos The Alcoholik und Fuck Your Enemy mit Bower)
- 2003 Down – Ghosts Along the Mississippi (Musikvideo)
- 2004 Superjoint Ritual – Live at CBGBs (DVD, enthält u. a. die Videos Waiting for the Turning Point und Dress Like a Target mit Bower)
- 2004 EyeHateGod – Live in Tokyo (DVD)
- 2007 Down – On March the Saints (Musikvideo)
- 2011 EyeHateGod – Live (DVD)